# Диковский, Сергей Владимирович
Серге́й Влади́мирович Дико́вский (1907–1940) — русский советский писатель, журналист, военный корреспондент.

## Биография
Родился 1 (14) марта 1907 год в Москве в семье художника — учителя рисования, рос на Украине. После окончания школы (1924) сменил несколько профессий (по собственным словам, «был курьером, хористом в опере, расклейщиком афиш, носильщиком на вокзале, библиотекарем», комсомольским работником). С 1925 года — журналист, сначала репортёр в газете «Красное Черноморье», затем фельетонист в газете «Молодой ленинец». Первые попытки создания художественной прозы относятся к 1927 году, когда в «Рабочей газете» (Москва) был напечатан приключенческий роман из жизни русских и английских текстильщиков «Взрыв» (совместно с Л. Оваловым).
В 1928–1929 годах служил в РККА, участвовал в конфликте на Китайско-Восточной железной дороге. Первые очерки были напечатаны в дальневосточной газете «Отпор» (Чита).
В 1930 году во Владивостоке начал изучать японистику в Дальневосточном университете, но уже на следующий год бросил учёбу и вернулся к журналистской деятельности. С 1931 по 1934 год — специальный корреспондент «Комсомольской правды», с 1934 по 1938 год — «Правды», много ездил по СССР (был в Мурманске, Каракумах, на Камчатке, в Маньчжурии, на Алтае, в горах Сихотэ-Алиня, на Каспии, Балтийском, Азовском и Чёрном морях) и за рубежом (в Швеции, Дании, Финляндии, Японии). Печатался в журналах «Октябрь», «Молодая гвардия», «Новый мир», «Наши достижения» и других.
Его книга «Застава N» (1932 год) — первое в советской литературе произведение о пограничниках. Один из соавторов книги «Беломорско-Балтийский канал имени Сталина: История строительства. 1931–1934 гг.» (1934) (соавтор глав «Каналоармейцы» и «Весна проверяет канал»). Его рассказы и очерки, посвящённые перевоспитанию людей трудом, позже были объединены под общим названием «Преступление и воспитание».
 Член СП СССР с 1934 года.
В 1934–1935 годах появляются в печати рассказы «Железная утка», «Рыбья карта», «Васса», «Госпожа Слива», «Труба» и др.
В 1937–1938 годах публикуются рассказы «Комендант Птичьего острова», «Конец „Саго-мару“», «Бери-бери» и др., позднее объединённые под общим названием «Приключения катера "Смелый"».
В качестве военного корреспондента «Правды» с ноября 1939 года на финском фронте, 6 января 1940 года погиб в бою в районе Суомуссалми вместе с корреспондентом «Красной звезды» писателем Б. М. Левиным, находясь в окружении с частями 44-й стрелковой дивизии.
Большинство произведений посвящены Дальнему Востоку, солдатам-пограничникам и рыбакам. Наибольшее признание нашли его рассказы «Приключения катера „Смелый“», повести «Патриоты» и «Конец „Саго-мару“».

В ней жестокой и бездумной муштре японской армии противопоставлено мужество и патриотизм советских пограничников, показана «подоплёка» их героизма.— М. А. Ефремова

## Награды
- орден «Знак Почёта» (31.1.1939)

## Книги
- Бой. М.; Л., 1931
- Застава N. М., 1933
- Госпожа Слива. М., 1935
- Подсудимые, встаньте! 1936
- Железная утка. М., 1936
- Патриоты, 1937
- Конец «Саго-мару», 1938
- Комендант Птичьего острова, 1939
- Егор Цыганков. М., 1939
- Приключения катера «Смелый». Хабаровск, 1940
- Дальневосточные рассказы. М., 1947
- Избранное. М., 1948

## Экранизации
- Комендант Птичьего острова (1939)